# 川滇女蒿
川滇女蒿（学名：Hippolytia delavayi）为菊科女蒿属的植物，为中国的特有植物。分布于中国大陆的四川、云南等地，生长于海拔3,300米至4,000米的地区，常生长在高山草甸，目前尚未由人工引种栽培。

## 别名
孩儿参、土参（云南滨川）、菊花参（云南）